# Українські футбольні клуби в єврокубках (2000—2010)
Українські футбольні клуби в єврокубках (2000—2010) — результати матчів українських футбольних команд у європейських клубних турнірах, які проводилися під егідою УЄФА в 2000—2010 роках. На той момент — це Ліга чемпіонів УЄФА, Кубок УЄФА (з сезону 2008/2009 Ліга Європи УЄФА), Суперкубок УЄФА та Кубок Інтертото УЄФА (до сезону 2008/2009).

## Сезон 2000/2001
- «Динамо» Київ (чемпіон України сезону 1999-00 рр.)
  - 3-й кваліфікаційний раунд Ліги чемпіонів УЄФА
    - 09.08.2000 «Динамо» (Київ) — «Црвена Звезда» (Белград, Югославія) 0:0
    - 23.08.2000 «Црвена Звезда» (Белград, Югославія) — «Динамо» (Київ) 1:1 (Бошкович 22 — Белькевич 33)

  - 1-й груповий етап Ліги чемпіонів УЄФА. Група «G»
    - 13.09.2000 ПСВ (Ейндговен, Нідерланди) — «Динамо» (Київ) 2:1 (Люсіюс 39, Брюггінк 53 — Шацьких 6)
    - 19.09.2000 «Динамо» (Київ) — «Манчестер Юнайтед» (Стретфорд, Англія) 0:0
    - 26.09.2000 «Динамо» (Київ) — «Андерлехт» (Андерлехт, Бельгія) 4:0 (Гусін 52, Шацьких 82, Деметрадзе 89, 90+4)
    - 18.10.2000 «Андерлехт» (Андерлехт, Бельгія) — «Динамо» (Київ) 4:2 (Ващук 10-авт., Радзинський 38, 41, Стойка 45 — Каладзе 1, Белькевич 87)
    - 24.10.2000 «Динамо» (Київ) — ПСВ (Ейндговен, Нідерланди) 0:1 (Оєр 45)
    - 08.11.2000 «Манчестер Юнайтед» (Стретфорд, Англія) — «Динамо» (Київ) 1:0 (Шерінгем 18)

- «Шахтар» Донецьк (2-е місце в чемпіонаті України сезону 1999-00 рр.)
  - 2-й кваліфікаційний раунд Ліги чемпіонів УЄФА
    - 26.07.2000 «Шахтар» (Донецьк) — «Левадія Маарду» (Таллінн, Естонія) 4:1 (Ателькін 4, 16, 57, Бєлик 71 — Ричков 80)
    - 02.08.2000 «Левадія Маарду» (Таллінн, Естонія) — «Шахтар» (Донецьк) 1:5 (Брагін 48 — Воробей 26, 31, 79-пен., Ателькін 89, Зубов 90)

  - 3-й кваліфікаційний раунд Ліги чемпіонів УЄФА
    - 09.08.2000 «Шахтар» (Донецьк) — «Славія» (Прага, Чехія) 0:1 (Уліх 89)
    - 22.08.2000 «Славія» (Прага, Чехія) — «Шахтар» (Донецьк) 0:2 д.ч. (Воробей 90+1, Ателькін 97)

  - 1-й груповий етап Ліги чемпіонів УЄФА. Група «B»
    - 12.09.2000 «Шахтар» (Донецьк) — «Лаціо» (Рим, Італія) 0:3 (Лопес 27, Недвед 70, Індзагі 78)
    - 20.09.2000 «Арсенал» (Лондон, Англія) — «Шахтар» (Донецьк) 3:2 (Вільтор 45+4, Кіоун 85, 90+2 — Бахарев 26, Воробей 29). На 45+4-й хвилині Анрі («Арсенал») не реалізував пенальті.
    - 27.09.2000 «Спарта» (Прага, Чехія) — «Шахтар» (Донецьк) 3:2 (Росицький 54, Горняк 73, Ярошик 82 — Зубов 56, Горняк 83-авт.)
    - 17.10.2000 «Шахтар» (Донецьк) — «Спарта» (Прага, Чехія) 2:1 (Глевецкас 35, Зубов 87-пен. — Ярошик 16). На 19-й хвилині Воробей («Шахтар») не реалізував пенальті.
    - 25.10.2000 «Лаціо» (Рим, Італія) — «Шахтар» (Донецьк) 5:1 (Лопес 48, 68, 90+3, Фаваллі 54, Верон 57 — Воробей 41)
    - 07.11.2000 «Шахтар» (Донецьк) — «Арсенал» (Лондон, Англія) 3:0 (Ателькін 34, Воробей 57, Бєлик 66)

  - 3-й раунд Кубка УЄФА
    - 23.11.2000 «Шахтар» (Донецьк) — «Сельта» (Віго, Іспанія) 0:0
    - 07.12.2000 «Сельта» (Віго, Іспанія) — «Шахтар» (Донецьк) 1:0 (Катанья 28)

- «Кривбас» Кривий Ріг (3-є місце в чемпіонаті України сезону 1999-00 рр.)
  - 1-й раунд Кубка УЄФА
    - 14.09.2000 «Кривбас» (Кривий Ріг) — «Нант» (Нант, Франція) 0:1 (Зіані 81)
    - 28.09.2000 «Нант» (Нант, Франція) — «Кривбас» (Кривий Ріг) 5:0 (Молдован 8, 34, 55, Да Роша 35, Жилле 66)

- «Ворскла» Полтава (4-е місце в чемпіонаті України сезону 1999-00 рр.)
  - Кваліфікаційний раунд Кубка УЄФА
    - 10.08.2000 «Ворскла» (Полтава) — «Работнички» (Скоп'є, Македонія) 2:0 (Кобзар 34, Мелащенко 65)
    - 24.08.2000 «Работнички» (Скоп'є, Македонія) — «Ворскла» (Полтава) 0:2 (Мелащенко 9, Кобзар 47)

  - 1-й раунд Кубка УЄФА
    - 14.09.2000 «Ворскла» (Полтава) — «Боавішта» (Порту, Португалія) 1:2 (Мелащенко 38 — Жорже Коуту 50, Веллітон Аугусту 89)
    - 28.09.2000 «Боавішта» (Порту, Португалія) — «Ворскла» (Полтава) 2:1 (Санчес 28, Рожеріу 38-пен. — Онопко 47)

## Сезон 2001/2002
- «Динамо» Київ (чемпіон України сезону 2000-01 рр.)
  - 3-й кваліфікаційний раунд Ліги чемпіонів УЄФА
    - 08.08.2001 «Стяуа» (Бухарест, Румунія) — «Динамо» (Київ) 2:4 (Тріке 29, 52 — Белькевич 9-пен., 26, Ідахор 43, Мелащенко 63)
    - 21.08.2001 «Динамо» (Київ) — «Стяуа» (Бухарест, Румунія) 1:1 (Мелащенко 46 — Няга 30)

  - 1-й груповий етап Ліги чемпіонів УЄФА. Група «B»
    - 11.09.2001 «Динамо» (Київ) — «Боруссія» (Дортмунд, Німеччина) 2:2 (Мелащенко 15, Ідахор 45+1 — Коллер 56, Аморозу 74)
    - 19.09.2001 «Боавішта» (Порту, Португалія) — «Динамо» (Київ) 3:1 (Санчес 4, Сілва 11, Дуда 30 — Гіоане 5)
    - 26.09.2001 «Ліверпуль» (Ліверпуль, Англія) — «Динамо» (Київ) 1:0 (Літманен 23)
    - 16.10.2001 «Динамо» (Київ) — «Ліверпуль» (Ліверпуль, Англія) 1:2 (Гіоане 59 — Мерфі 43, Джеррард 67)
    - 24.10.2001 «Боруссія» (Дортмунд, Німеччина) — «Динамо» (Київ) 1:0 (Росицький 34)
    - 30.10.2001 «Динамо» (Київ) — «Боавішта» (Порту, Португалія) 1:0 (Мелащенко 49)

- «Шахтар» Донецьк (2-е місце в чемпіонаті України сезону 2000-01 рр.)
  - 2-й кваліфікаційний раунд Ліги чемпіонів УЄФА
    - 25.07.2001 «Шахтар» (Донецьк) — «Лугано» (Лугано, Швейцарія) 3:0 (Бахарев 21, Тимощук 57, Воробей 65)
    - 31.07.2001 «Лугано» (Лугано, Швейцарія) — «Шахтар» (Донецьк) 2:1 (Гаспоз 53, Россі 66 — Агахова 13)

  - 3-й кваліфікаційний раунд Ліги чемпіонів УЄФА
    - 07.08.2001 «Шахтар» (Донецьк) — «Боруссія» (Дортмунд, Німеччина) 0:2 (Ріккен 35, Олісе 73)
    - 22.08.2001 «Боруссія» (Дортмунд, Німеччина) — «Шахтар» (Донецьк) 3:1 (Коллер 50, 68, Аморозу 64 — Агахова 7)

  - 1-й раунд Кубка УЄФА
    - 20.09.2001 ЦСКА (Софія, Болгарія) — «Шахтар» (Донецьк) 3:0 (Манчев 24, 78, Пенев 41)
    - 27.09.2001 «Шахтар» (Донецьк) — ЦСКА (Софія, Болгарія) 2:1 (Зубов 32, Воробей 52 — Деянов 90)

- «Дніпро» Дніпропетровськ (3-є місце в чемпіонаті України сезону 2000-01 рр.)
  - 1-й раунд Кубка УЄФА
    - 20.09.2001 «Дніпро» (Дніпропетровськ) — «Фіорентіна» (Флоренція, Італія) 0:0
    - 27.09.2001 «Фіорентіна» (Флоренція, Італія) — «Дніпро» (Дніпропетровськ) 2:1 (Адані 75, К'єза 76 — Слабишев 88)

- ЦСКА Київ (фіналіст Кубка України сезону 2000-01 рр.)
  - Кваліфікаційний раунд Кубка УЄФА
    - 09.08.2001 ЦСКА (Київ) — «Йокеріт» (Гельсінкі, Фінляндія) 2:0 (Костишин 23, Мальцев 49)
    - 23.08.2001 «Йокеріт» (Гельсінкі, Фінляндія) — ЦСКА (Київ) 0:2 (Закарлюка 57, Косирін 82)

  - 1-й раунд Кубка УЄФА
    - 20.09.2001 ЦСКА (Київ) — «Црвена Звезда» (Белград, Югославія) 3:2 (Ткаченко 45, Костишин 49, Закарлюка 66 — П'янович 35, Ачимович 68-пен.)
    - 27.09.2001 «Црвена Звезда» (Белград, Югославія) — ЦСКА (Київ) 0:0

  - 2-й раунд Кубка УЄФА
    - 18.10.2001 ЦСКА (Київ) — «Брюгге» (Брюгге, Бельгія) 0:2 (Вергеєн 33, 47)
    - 01.11.2001 «Брюгге» (Брюгге, Бельгія) — ЦСКА (Київ) 5:0 (Мартенс 4, 73, 90, Вергеєн 7, Мендоса 42)

- «Таврія» Сімферополь (7-е місце в чемпіонаті України сезону 2000-01 рр.)
  - 2-й раунд Кубка Інтертото УЄФА
    - 01.07.2001 «Спартак» (Варна, Болгарія) — «Таврія» (Сімферополь) 0:3 (технічна поразка)[1][2]
    - 08.07.2001 «Таврія» (Сімферополь) — «Спартак» (Варна, Болгарія) 2:2 (Гігіадзе 21, Хоменко 45 — Станчев 26, Адекунле 83)

  - 3-й раунд Кубка Інтертото УЄФА
    - 15.07.2001 «Таврія» (Сімферополь) — «Парі Сен-Жермен» (Париж, Франція) 0:1 (Гайнце 52)
    - 21.07.2001 «Парі Сен-Жермен» (Париж, Франція) — «Таврія» (Сімферополь) 4:0 (Окоча 4, Алоїзіу Шулапа 10, 70, Бенарбія 62)[3]

## Сезон 2002/2003
- «Шахтар» Донецьк (чемпіон України сезону 2001-02 рр.)
  - 3-й кваліфікаційний раунд Ліги чемпіонів УЄФА
    - 14.08.2002 «Шахтар» (Донецьк) — «Брюгге» (Брюгге, Бельгія) 1:1 (Агахова 47 — Сімонс 86-пен.)
    - 28.08.2002 «Брюгге» (Брюгге, Бельгія) — «Шахтар» (Донецьк) 1:1 (Чех 75 — Воробей 13). Серія пенальті — 4:1[4]

  - 1-й раунд Кубка УЄФА
    - 17.09.2002 «Аустрія» (Відень, Австрія) — «Шахтар» (Донецьк) 5:1 (Яночко 33, 35, Джалмінья 44-пен., Гельстад 85, 87 — Бєлик 16)
    - 01.10.2002 «Шахтар» (Донецьк) — «Аустрія» (Відень, Австрія) 1:0 (Левандовський 78)

- «Динамо» Київ (2-е місце в чемпіонаті України сезону 2001-02 рр.)
  - 2-й кваліфікаційний раунд Ліги чемпіонів УЄФА
    - 31.07.2002 «Динамо» (Київ) — «Пюнік» (Єреван, Вірменія) 4:0 (Чернат 15, Шацьких 65, Леандру Машаду 84, Боднар 90+3)
    - 07.08.2002 «Пюнік» (Єреван, Вірменія) — «Динамо» (Київ) 2:2 (Карамян 31, Карамян 57 — Шацьких 8, Мелащенко 28)

  - 3-й кваліфікаційний раунд Ліги чемпіонів УЄФА
    - 14.08.2002 «Левські» (Софія, Болгарія) — «Динамо» (Київ) 0:1 (Чернат 60)
    - 28.08.2002 «Динамо» (Київ) — «Левські» (Софія, Болгарія) 1:0 (Чернат 42). На 69-й хвилині Чиликов («Левські») не реалізував пенальті.

  - 1-й груповий етап Ліги чемпіонів УЄФА. Група «E»
    - 18.09.2002 «Динамо» (Київ) — «Ньюкасл Юнайтед» (Ньюкасл-апон-Тайн, Англія) 2:0 (Шацьких 17, Хацкевич 62)
    - 24.09.2002 «Ювентус» (Турин, Італія) — «Динамо» (Київ) 5:0 (Ді Вайо 14, 52, Дель П'єро 22, Давідс 67, Недвед 79)
    - 01.10.2002 «Феєнорд» (Роттердам, Нідерланди) — «Динамо» (Київ) 0:0
    - 23.10.2002 «Динамо» (Київ) — «Феєнорд» (Роттердам, Нідерланди) 2:0 (Хацкевич 16, Белькевич 47)
    - 29.10.2002 «Ньюкасл Юнайтед» (Ньюкасл-апон-Тайн, Англія) — «Динамо» (Київ) 2:1 (Спід 58, Ширер 69-пен. — Шацьких 47)
    - 13.11.2002 «Динамо» (Київ) — «Ювентус» (Турин, Італія) 1:2 (Шацьких 50 — Салас 53, Салаєта 61)

  - 3-й раунд Кубка УЄФА
    - 28.11.2002 «Бешикташ» (Стамбул, Туреччина) — «Динамо» (Київ) 3:1 (Панку 30, Роналду Гіару 71, Нума 82 — Діогу Рінкон 29)
    - 12.12.2002 «Динамо» (Київ) — «Бешикташ» (Стамбул, Туреччина) 0:0

- «Металург» Донецьк (3-є місце в чемпіонаті України сезону 2001-02 рр.)
  - 1-й раунд Кубка УЄФА
    - 19.09.2002 «Металург» (Донецьк) — «Вердер» (Бремен, Німеччина) 2:2 (Чутанг 39, 51 — Лістеш 11, Верлат 13)
    - 03.10.2002 «Вердер» (Бремен, Німеччина) — «Металург» (Донецьк) 8:0 (Верлат 14, Міку 43, 46, Боровскі 45+1, 78, Харістеас 51, Класнич 66, 90+3)

- «Металург» Запоріжжя (4-е місце в чемпіонаті України сезону 2001-02 рр.)
  - Кваліфікаційний раунд Кубка УЄФА
    - 15.08.2002 «Металург» (Запоріжжя) — «Біркіркара» (Біркіркара, Мальта) 3:0 (Акопян 17, Ілієв 58, Брджянин 68)[5]
    - 29.08.2002 «Біркіркара» (Біркіркара, Мальта) — «Металург» (Запоріжжя) 0:0 [6]

  - 1-й раунд Кубка УЄФА
    - 19.09.2002 «Лідс Юнайтед» (Лідс, Англія) — «Металург» (Запоріжжя) 1:0 (Сміт 80)
    - 03.10.2002 «Металург» (Запоріжжя) — «Лідс Юнайтед» (Лідс, Англія) 1:1 (Модебадзе 24 — Бармбі 77)[5]

## Сезон 2003/2004
- «Динамо» Київ (чемпіон України сезону 2002-03 рр.)
  - 3-й кваліфікаційний раунд Ліги чемпіонів УЄФА
    - 12.08.2003 «Динамо» (Київ) — «Динамо» (Загреб, Хорватія) 3:1 (Федоров 32, Леко 39, Гусєв 82 — Краньчар 42)
    - 27.08.2003 «Динамо» (Загреб, Хорватія) — «Динамо» (Київ) 0:2 (Шацьких 47, Діогу Рінкон 70)

  - Груповий етап Ліги чемпіонів УЄФА. Група «B»
    - 17.09.2003 «Динамо» (Київ) — «Локомотив» (Москва, Росія) 2:0 (Діогу Рінкон 83, 90+1)
    - 30.09.2003 «Інтернаціонале» (Мілан, Італія) — «Динамо» (Київ) 2:1 (Адані 23, В'єрі 90+1 — Федоров 34)
    - 21.10.2003 «Динамо» (Київ) — «Арсенал» (Лондон, Англія) 2:1 (Шацьких 27, Белькевич 64 — Анрі 80)
    - 05.11.2003 «Арсенал» (Лондон, Англія) — «Динамо» (Київ) 1:0 (Коул 88)
    - 25.11.2003 «Локомотив» (Москва, Росія) — «Динамо» (Київ) 3:2 (Бузникін 28, Ігнашевич 45+1-пен., Паркс 89 — Белькевич 37, Шацьких 65)
    - 10.12.2003 «Динамо» (Київ) — «Інтернаціонале» (Мілан, Італія) 1:1 (Діогу Рінкон 85 — Адані 68)

- «Шахтар» Донецьк (2-е місце в чемпіонаті України сезону 2002-03 рр.)
  - 2-й кваліфікаційний раунд Ліги чемпіонів УЄФА
    - 30.07.2003 «Шериф» (Тирасполь, Молдова) — «Шахтар» (Донецьк) 0:0
    - 06.08.2003 «Шахтар» (Донецьк) — «Шериф» (Тирасполь, Молдова) 2:0 (Вукич 60, Брандан 89)

  - 3-й кваліфікаційний раунд Ліги чемпіонів УЄФА
    - 13.08.2003 «Шахтар» (Донецьк) — «Локомотив» (Москва, Росія) 1:0 (Вукич 56-пен.)
    - 27.08.2003 «Локомотив» (Москва, Росія) — «Шахтар» (Донецьк) 3:1 (Ашветія 20, 45+2, Ігнашевич 86-пен. — Левандовський 71)

  - 1-й раунд Кубка УЄФА
    - 24.09.2003 «Динамо» (Бухарест, Румунія) — «Шахтар» (Донецьк) 2:0 (Нікулеску 87, Зіку 88)
    - 15.10.2003 «Шахтар» (Донецьк) — «Динамо» (Бухарест, Румунія) 2:3 (Агахова 18, 45+1 — Нікулеску 30, Маріка 75, Денчулеску 87)

- «Металург» Донецьк (3-є місце в чемпіонаті України сезону 2002-03 рр.)
  - 1-й раунд Кубка УЄФА
    - 24.09.2003 «Металург» (Донецьк) — «Парма» (Парма, Італія) 1:1 (Шищенко 44 — Адріану 67)
    - 15.10.2003 «Парма» (Парма, Італія) — «Металург» (Донецьк) 3:0 (Джилардіно 44, 46, Маркіонні 73)

- «Дніпро» Дніпропетровськ (4-е місце в чемпіонаті України сезону 2002-03 рр.)
  - Кваліфікаційний раунд Кубка УЄФА
    - 14.08.2003 «Вадуц» (Вадуц, Ліхтенштейн) — «Дніпро» (Дніпропетровськ) 0:1 (Рикун 88)
    - 28.08.2003 «Дніпро» (Дніпропетровськ) — «Вадуц» (Вадуц, Ліхтенштейн) 1:0 (Рикун 75). На 80-й хвилині Шелаєв («Дніпро») не реалізував пенальті.

  - 1-й раунд Кубка УЄФА
    - 25.09.2003 «Гамбург» (Гамбург, Німеччина) — «Дніпро» (Дніпропетровськ) 2:1 (Гогма 49-пен., Ромео 81 — Венглинський 10)
    - 15.10.2003 «Дніпро» (Дніпропетровськ) — «Гамбург» (Гамбург, Німеччина) 3:0 (Михайленко 5, Рикун 68, Венглинський 79)

  - 2-й раунд Кубка УЄФА
    - 06.11.2003 «Динамо» (Загреб, Хорватія) — «Дніпро» (Дніпропетровськ) 0:2 (Венглинський 8, Максимюк 84)
    - 27.11.2003 «Дніпро» (Дніпропетровськ) — «Динамо» (Загреб, Хорватія) 1:1 (Венглинський 64 — Седлоський 62)

  - 3-й раунд Кубка УЄФА
    - 26.02.2004 «Олімпік» (Марсель, Франція) — «Дніпро» (Дніпропетровськ) 1:0 (Дрогба 54-пен.)
    - 03.03.2004 «Дніпро» (Дніпропетровськ) — «Олімпік» (Марсель, Франція) 0:0

## Сезон 2004/2005
- «Динамо» Київ (чемпіон України сезону 2003-04 рр.)
  - 3-й кваліфікаційний раунд Ліги чемпіонів УЄФА
    - 10.08.2004 «Динамо» (Київ) — «Трабзонспор» (Трабзон, Туреччина) 1:2 (Верпаковскіс 21 — Караденіз 34, Яттара 65)
    - 25.08.2004 «Трабзонспор» (Трабзон, Туреччина) — «Динамо» (Київ) 0:2 (Гавранчич 6, Діогу Рінкон 28)

  - Груповий етап Ліги чемпіонів УЄФА. Група «B»
    - 15.09.2004 «Рома» (Рим, Італія) — «Динамо» (Київ) 0:3 (технічна поразка)[7]
    - 28.09.2004 «Динамо» (Київ) — «Баєр 04» (Леверкузен, Німеччина) 4:2 (Діогу Рінкон 30, 69, Чернат 74, 90+3 — Воронін 59, Новотний 68)
    - 19.10.2004 «Реал» (Мадрид, Іспанія) — «Динамо» (Київ) 1:0 (Оуен 35)
    - 03.11.2004 «Динамо» (Київ) — «Реал» (Мадрид, Іспанія) 2:2 (Юссуф 13, Верпаковскіс 23 — Рауль Гонсалес 38, Луїш Фігу 44-пен.)
    - 23.11.2004 «Динамо» (Київ) — «Рома» (Рим, Італія) 2:0 (Деллас 73-авт., Шацьких 82)
    - 08.12.2004 «Баєр 04» (Леверкузен, Німеччина) — «Динамо» (Київ) 3:0 (Жуан 51, Воронін 77, Бабич 86)

  - 1/16 фіналу Кубка УЄФА
    - 17.02.2005 «Динамо» (Київ) — «Вільярреаль» (Вільярреаль/Віла-Реал, Іспанія) 0:0
    - 24.02.2005 «Вільярреаль» (Вільярреаль/Віла-Реал, Іспанія) — «Динамо» (Київ) 2:0 (Фігероа 20, Касорла 32)

- «Шахтар» Донецьк (2-е місце в чемпіонаті України сезону 2003-04 рр.)
  - 2-й кваліфікаційний раунд Ліги чемпіонів УЄФА
    - 27.07.2004 «Пюнік» (Єреван, Вірменія) — «Шахтар» (Донецьк) 1:3 (Назарян 60 — Маріка 31, 74, Агахова 86)
    - 04.08.2004 «Шахтар» (Донецьк) — «Пюнік» (Єреван, Вірменія) 1:0 (Гюбшман 31)

  - 3-й кваліфікаційний раунд Ліги чемпіонів УЄФА
    - 11.08.2004 «Шахтар» (Донецьк) — «Брюгге» (Брюгге, Бельгія) 4:1 (Агахова 15, Маріка 70, Воробей 77, Брандан 90+1 — Балабан 50)
    - 25.08.2004 «Брюгге» (Брюгге, Бельгія) — «Шахтар» (Донецьк) 2:2 (Чех 15, 34-пен. — Вукич 6, 53). На 69-й хвилині Маріка («Шахтар») не реалізував пенальті.

  - Груповий етап Ліги чемпіонів УЄФА. Група «F»
    - 14.09.2004 «Шахтар» (Донецьк) — «Мілан» (Мілан, Італія) 0:1 (Седорф 84)
    - 29.09.2004 «Барселона» (Барселона, Іспанія) — «Шахтар» (Донецьк) 3:0 (Деку 15, Роналдінью Гаушу 64-пен., Ето'о 90)
    - 20.10.2004 «Шахтар» (Донецьк) — «Селтік» (Глазго, Шотландія) 3:0 (Матузалем 57, 62, Брандан 78)
    - 02.11.2004 «Селтік» (Глазго, Шотландія) — «Шахтар» (Донецьк) 1:0 (Томпсон 25)
    - 24.11.2004 «Мілан» (Мілан, Італія) — «Шахтар» (Донецьк) 4:0 (Кака 52, 90+2, Креспо 53, 85)
    - 07.12.2004 «Шахтар» (Донецьк) — «Барселона» (Барселона, Іспанія) 2:0 (Агахова 14, 22). На 90+2-й хвилині Іньєста («Барселона») не реалізував пенальті.

  - 1/16 фіналу Кубка УЄФА
    - 16.02.2005 «Шахтар» (Донецьк) — «Шальке 04» (Гельзенкірхен, Німеччина) 1:1 (Брандан 86 — Аїлтон 7)
    - 24.02.2005 «Шальке 04» (Гельзенкірхен, Німеччина) — «Шахтар» (Донецьк) 0:1 (Агахова 22)

  - 1/8 фіналу Кубка УЄФА
    - 10.03.2005 «Шахтар» (Донецьк) — АЗ (Алкмар, Нідерланди) 1:3 (Матузалем 45+1 — Неліссе 27, Матейсен 51, Перес 90+3-пен.). На 30-й хвилині Срна («Шахтар») не реалізував пенальті.
    - 16.03.2005 АЗ (Алкмар, Нідерланди) — «Шахтар» (Донецьк) 2:1 (ван Гален 9, Мердінк 65 — Елану 66)

- «Дніпро» Дніпропетровськ (3-є місце в чемпіонаті України сезону 2003-04 рр.)
  - 2-й кваліфікаційний раунд Кубка УЄФА
    - 12.08.2004 «Артмедіа» (Братислава, Словаччина) — «Дніпро» (Дніпропетровськ) 0:3 (Семочко 62, Назаренко 78, Михайленко 89)
    - 26.08.2004 «Дніпро» (Дніпропетровськ) — «Артмедіа» (Братислава, Словаччина) 1:1 (Костишин 43 — Борбей 45+1). На 26-й хвилині Назаренко («Дніпро») не реалізував пенальті.

  - 1-й раунд Кубка УЄФА
    - 16.09.2004 «Маккабі» (Хайфа, Ізраїль) — «Дніпро» (Дніпропетровськ) 1:0 (Колаутті 32)[8]
    - 30.09.2004 «Дніпро» (Дніпропетровськ) — «Маккабі» (Хайфа, Ізраїль) 2:0 (Михайленко 34, Русол 77)

  - Груповий етап Кубка УЄФА. Група «С»
    - 21.10.2004 «Дніпро» (Дніпропетровськ) — «Брюгге» (Брюгге, Бельгія) 3:2 (Венглинський 16, 62, Рикун 45+1 — Чех 38, Балабан 44)
    - 04.11.2004 «Утрехт» (Утрехт, Нідерланди) — «Дніпро» (Дніпропетровськ) 1:2 (Дуглас 88 — Ротань 12, Семочко 83)
    - 25.11.2004 «Дніпро» (Дніпропетровськ) — «Аустрія» (Відень, Австрія) 1:0 (Назаренко 20)
    - 01.12.2004 «Реал Сарагоса» (Сарагоса, Іспанія) — «Дніпро» (Дніпропетровськ) 2:1 (Савіу 9, Хенерело 73 — Єзерський 2)

  - 1/16 фіналу Кубка УЄФА
    - 16.02.2005 «Партизан» (Белград, Сербія та Чорногорія) — «Дніпро» (Дніпропетровськ) 2:2 (Одіта 12, 45 — Назаренко 28, Русол 57)
    - 24.02.2005 «Дніпро» (Дніпропетровськ) — «Партизан» (Белград, Сербія та Чорногорія) 0:1 (Радович 87)

- «Металург» Донецьк (4-е місце в чемпіонаті України сезону 2003-04 рр.)
  - 2-й кваліфікаційний раунд Кубка УЄФА
    - 12.08.2004 «Металург» (Донецьк) — «Тирасполь» (Тирасполь, Молдова) 3:0 (Туре 29, Столиця 76, 90+3)
    - 26.08.2004 «Тирасполь» (Тирасполь, Молдова) — «Металург» (Донецьк) 1:2 (Корнєєнков 29 — Чечер 53, Мендоса 89)

  - 1-й раунд Кубка УЄФА
    - 16.09.2004 «Металург» (Донецьк) — «Лаціо» (Рим, Італія) 0:3 (Роккі 74, Сезар 76, Пандев 85)
    - 30.09.2004 «Лаціо» (Рим, Італія) — «Металург» (Донецьк) 3:0 (Ліверані 10, 25, Муцці 22)

- «Іллічівець» Маріуполь (8-е місце в чемпіонаті України сезону 2003-04 рр. та переможець рейтингу Fair Play УЄФА)
  - 1-й кваліфікаційний раунд Кубка УЄФА
    - 15.07.2004 «Іллічівець» (Маріуполь) — «Бананц» (Єреван, Вірменія) 2:0 (Закарлюка 53-пен., 84)
    - 29.07.2004 «Бананц» (Єреван, Вірменія) — «Іллічівець» (Маріуполь) 0:2 (Єсін 31, Платонов 77). На 59-й хвилині Закарлюка («Іллічівець») не реалізував пенальті.

  - 2-й кваліфікаційний раунд Кубка УЄФА
    - 12.08.2004 «Іллічівець» (Маріуполь) — «Аустрія» (Відень, Австрія) 0:0
    - 26.08.2004 «Аустрія» (Відень, Австрія) — «Іллічівець» (Маріуполь) 3:0 (Сіонко 31, Вастич 59-пен., 61)

## Сезон 2005/2006
- «Шахтар» Донецьк (чемпіон України сезону 2004-05 рр.)
  - 3-й кваліфікаційний раунд Ліги чемпіонів УЄФА
    - 10.08.2005 «Шахтар» (Донецьк) — «Інтернаціонале» (Мілан, Італія) 0:2 (Мартінс 67, Адріану 78)
    - 24.08.2005 «Інтернаціонале» (Мілан, Італія) — «Шахтар» (Донецьк) 1:1 (Рекоба 12 — Елану 25)

  - 1-й раунд Кубка УЄФА
    - 15.09.2005 «Шахтар» (Донецьк) — «Дебрецен» (Дебрецен, Угорщина) 4:1 (Елану 1, Брандан 36, 45+2-пен., Воробей 72 — Сідібе 88)
    - 29.09.2005 «Дебрецен» (Дебрецен, Угорщина) — «Шахтар» (Донецьк) 0:2 (Брандан 18, Елану 24)

  - Груповий етап Кубка УЄФА. Група «G»
    - 20.10.2005 «Шахтар» (Донецьк) — ПАОК (Салоніки, Греція) 1:0 (Брандан 68-пен.)
    - 03.11.2005 «Штутгарт» (Штутгарт, Німеччина) — «Шахтар» (Донецьк) 0:2 (Фернандінью 31, Маріка 88)
    - 24.11.2005 «Шахтар» (Донецьк) — «Рапід» (Бухарест, Румунія) 0:1 (Мелдерешану 87)
    - 01.12.2005 «Ренн» (Ренн, Франція) — «Шахтар» (Донецьк) 0:1 (Елану 38-пен.)

  - 1/16 фіналу Кубка УЄФА
    - 15.02.2006 «Лілль» (Вільнев-д'Аск, Франція) — «Шахтар» (Донецьк) 3:2 (Фоверг 19, Дерніс 57, Одемвінгіє 77 — Брандан 89, Маріка 90+1)
    - 23.02.2006 «Шахтар» (Донецьк) — «Лілль» (Вільнев-д'Аск, Франція) 0:0

- «Динамо» Київ (2-е місце в чемпіонаті України сезону 2004-05 рр.)
  - 2-й кваліфікаційний раунд Ліги чемпіонів УЄФА
    - 26.07.2005 «Динамо» (Київ) — «Тун» (Тун, Швейцарія) 2:2 (Гусєв 20, Шацьких 45 — Лустрінеллі 40, Егертер 66)
    - 03.08.2005 «Тун» (Тун, Швейцарія) — «Динамо» (Київ) 1:0 (Тіагу Бернарді 90+2)[9]

- «Металург» Донецьк (3-є місце в чемпіонаті України сезону 2004-05 рр.)
  - 2-й кваліфікаційний раунд Кубка УЄФА
    - 11.08.2005 «Шопрон» (Шопрон, Угорщина) — «Металург» (Донецьк) 0:3 (Шищенко 52, Олексієнко 87, 90)
    - 25.08.2005 «Металург» (Донецьк) — «Шопрон» (Шопрон, Угорщина) 2:1 (Зотов 56, Олексієнко 90-пен. — Флоря 88-авт.)

  - 1-й раунд Кубка УЄФА
    - 15.09.2005 ПАОК (Салоніки, Греція) — «Металург» (Донецьк) 1:1 (Сальпінгідіс 25 — Шищенко 66)
    - 29.09.2005 «Металург» (Донецьк) — ПАОК (Салоніки, Греція) 2:2 (Косирін 39, Шищенко 57 — Сальпінгідіс 42, Константінідіс 45+1)

- «Дніпро» Дніпропетровськ (4-е місце в чемпіонаті України сезону 2004-05 рр.)
  - 2-й кваліфікаційний раунд Кубка УЄФА
    - 11.08.2005 «Бананц» (Єреван, Вірменія) — «Дніпро» (Дніпропетровськ) 2:4 (Акопян 24, 43 — Єзерський 49, Корніленко 82, 83, Балабанов 85)
    - 25.08.2005 «Дніпро» (Дніпропетровськ) — «Бананц» (Єреван, Вірменія) 4:0 (Шелаєв 10-пен., 45, Рикун 32, Балабанов 70)

  - 1-й раунд Кубка УЄФА
    - 15.09.2005 «Гіберніан» (Единбург, Шотландія) — «Дніпро» (Дніпропетровськ) 0:0
    - 29.09.2005 «Дніпро» (Дніпропетровськ) — «Гіберніан» (Единбург, Шотландія) 5:1 (Назаренко 1, Шершун 26, Шелаєв 39-пен., Мелащенко 86, 90+4 — Ріордан 25)

  - Груповий етап Кубка УЄФА. Група «D»
    - 20.10.2005 «Дніпро» (Дніпропетровськ) — АЗ (Алкмар, Нідерланди) 1:2 (Матюхін 70 — Арвеладзе 14, Сектіуї 52)
    - 03.11.2005 «Мідлсбро» (Мідлсбро, Англія) — «Дніпро» (Дніпропетровськ) 3:0 (Аєгбені 36, Відука 50, 56)
    - 24.11.2005 «Дніпро» (Дніпропетровськ) — «Литекс» (Ловеч, Болгарія) 0:2 (Новакович 72, Назаренко 90+2-авт.)
    - 30.11.2005 «Грассгоппер» (Цюрих, Швейцарія) — «Дніпро» (Дніпропетровськ) 2:3 (Туре 85, Ренгглі 90 — Назаренко 39, Кравченко 61, Михайленко 84)

## Сезон 2006/2007
- «Шахтар» Донецьк (чемпіон України сезону 2005-06 рр.)
  - 3-й кваліфікаційний раунд Ліги чемпіонів УЄФА
    - 09.08.2006 «Шахтар» (Донецьк) — «Легія» (Варшава, Польща) 1:0 (Елану 38-пен.)
    - 23.08.2006 «Легія» (Варшава, Польща) — «Шахтар» (Донецьк) 2:3 (Влодарчик 19, 88 — Маріка 25, 45+2, Фернандінью 29)

  - Груповий етап Ліги чемпіонів УЄФА. Група «D»
    - 12.09.2006 «Рома» (Рим, Італія) — «Шахтар» (Донецьк) 4:0 (Таддей 67, Тотті 76, Де Россі 79, Пісарро 89)
    - 27.09.2006 «Шахтар» (Донецьк) — «Олімпіакос» (Пірей, Греція) 2:2 (Матузалем 34, Маріка 70 — Константіну 24, Кастільйо 68)
    - 18.10.2006 «Валенсія» (Валенсія, Іспанія) — «Шахтар» (Донецьк) 2:0 (Вілья 31, 45)
    - 31.10.2006 «Шахтар» (Донецьк) — «Валенсія» (Валенсія, Іспанія) 2:2 (Жадсон 3, Фернандінью 28 — Мор'єнтес 18, Аяла 67)
    - 22.11.2006 «Шахтар» (Донецьк) — «Рома» (Рим, Італія) 1:0 (Маріка 61)
    - 05.12.2006 «Олімпіакос» (Пірей, Греція) — «Шахтар» (Донецьк) 1:1 (Кастільйо 54 — Матузалем 27)

  - 1/16 фіналу Кубка УЄФА
    - 14.02.2007 «Шахтар» (Донецьк) — «Нансі» (Томблен, Франція) 1:1 (Срна 84 — Фортюне 81)
    - 22.02.2007 «Нансі» (Томблен, Франція) — «Шахтар» (Донецьк) 0:1 (Фернандінью 71)

  - 1/8 фіналу Кубка УЄФА
    - 08.03.2007 «Севілья» (Севілья, Іспанія) — «Шахтар» (Донецьк) 2:2 (Марті 8-пен., Мареска 88-пен. — Гюбшман 19, Матузалем 60-пен.)
    - 15.03.2007 «Шахтар» (Донецьк) — «Севілья» (Севілья, Іспанія) 2:3 д.ч. (Матузалем 49, Елану 83 — Мареска 53, Палоп 90+4, Чевантон 105+1)

- «Динамо» Київ (2-е місце в чемпіонаті України сезону 2005-06 рр.)
  - 2-й кваліфікаційний раунд Ліги чемпіонів УЄФА
    - 26.07.2006 «Металургс» (Лієпая, Латвія) — «Динамо» (Київ) 1:4 (Калонас 87 — Діогу Рінкон 20, Шацьких 29, Верпаковскіс 32, Гавранчич 82). На 43-й хвилині Карлсонс («Металургс») не реалізував пенальті.
    - 02.08.2006 «Динамо» (Київ) — «Металургс» (Лієпая, Латвія) 4:0 (Ротань 37, 90+2, Корреа 66, Ребров 85)

  - 3-й кваліфікаційний раунд Ліги чемпіонів УЄФА
    - 09.08.2006 «Динамо» (Київ) — «Фенербахче» (Стамбул, Туреччина) 3:1 (Діогу Рінкон 1, 67, Юссуф 83 — Марку Ауреліу 48)
    - 23.08.2006 «Фенербахче» (Стамбул, Туреччина) — «Динамо» (Київ) 2:2 (Аппіа 36, Зенгін 57 — Шацьких 5, 42)

  - Груповий етап Ліги чемпіонів УЄФА. Група «E»
    - 13.09.2006 «Динамо» (Київ) — «Стяуа» (Бухарест, Румунія) 1:4 (Ребров 16 — Гіоня 3, Бадя 24, Діке 43, 79)
    - 26.09.2006 «Реал» (Мадрид, Іспанія) — «Динамо» (Київ) 5:1 (ван Ністелрой 20, 70-пен., Рауль Гонсалес 27, 61, Реєс 45+1 — Мілевський 47)
    - 17.10.2006 «Динамо» (Київ) — «Олімпік Ліон» (Ліон, Франція) 0:3 (Жунінью Пернамбукану 31, Челльстрем 38, Малуда 50)
    - 01.11.2006 «Олімпік Ліон» (Ліон, Франція) — «Динамо» (Київ) 1:0 (Бензема 14)
    - 21.11.2006 «Стяуа» (Бухарест, Румунія) — «Динамо» (Київ) 1:1 (Діке 69 — Чернат 29)
    - 06.12.2006 «Динамо» (Київ) — «Реал» (Мадрид, Іспанія) 2:2 (Шацьких 13, 27 — Роналду 86, 88-пен.)

- «Чорноморець» Одеса (3-є місце в чемпіонаті України сезону 2005-06 рр.)
  - 2-й кваліфікаційний раунд Кубка УЄФА
    - 10.08.2006 «Чорноморець» (Одеса) — «Вісла» (Плоцьк, Польща) 0:0
    - 24.08.2006 «Вісла» (Плоцьк, Польща) — «Чорноморець» (Одеса) 1:1 (Геворгян 62 — Шищенко 31)

  - 1-й раунд Кубка УЄФА
    - 14.09.2006 «Чорноморець» (Одеса) — «Хапоель» (Тель-Авів–Яффа, Ізраїль) 0:1 (Де Бруно 74)
    - 28.09.2006 «Хапоель» (Тель-Авів–Яффа, Ізраїль) — «Чорноморець» (Одеса) 3:1 (Туама 24, Барда 74, Де Бруно 88 — Нижегородов 82)

- «Металург» Запоріжжя (фіналіст Кубка України сезону 2005-06 рр.)
  - 2-й кваліфікаційний раунд Кубка УЄФА
    - 10.08.2006 «Зімбру» (Кишинів, Молдова) — «Металург» (Запоріжжя) 0:0
    - 24.08.2006 «Металург» (Запоріжжя) — «Зімбру» (Кишинів, Молдова) 3:0 (Тасевський 16, 54, Квірквелія 70)

  - 1-й раунд Кубка УЄФА
    - 14.09.2006 «Панатінаїкос» (Амарусіон, Греція) — «Металург» (Запоріжжя) 1:1 (Сальпінгідіс 10 — Годін 47)[10]
    - 28.09.2006 «Металург» (Запоріжжя) — «Панатінаїкос» (Амарусіон, Греція) 0:1 (Пападопулос 13)

- «Дніпро» Дніпропетровськ (6-е місце в чемпіонаті України сезону 2005-06 рр.)
  - 2-й раунд Кубка Інтертото УЄФА
    - 02.07.2006 «Нітра» (Нітра, Словаччина) — «Дніпро» (Дніпропетровськ) 2:1 (Рак 16, Грнчар 32 — Корніленко 8)
    - 08.07.2006 «Дніпро» (Дніпропетровськ) — «Нітра» (Нітра, Словаччина) 2:0 (Корніленко 31, Бідненко 57)

  - 3-й раунд Кубка Інтертото УЄФА
    - 15.07.2006 «Олімпік» (Марсель, Франція) — «Дніпро» (Дніпропетровськ) 0:0 [11]
    - 22.07.2006 «Дніпро» (Дніпропетровськ) — «Олімпік» (Марсель, Франція) 2:2 (Назаренко 78, Русол 86 — Ньянг 71, Орума 75)

## Сезон 2007/2008
- «Динамо» Київ (чемпіон України сезону 2006-07 рр.)
  - 3-й кваліфікаційний раунд Ліги чемпіонів УЄФА
    - 15.08.2007 «Сараєво» (Сараєво, Боснія і Герцеговина) — «Динамо» (Київ) 0:1 (Шацьких 12)
    - 29.08.2007 «Динамо» (Київ) — «Сараєво» (Сараєво, Боснія і Герцеговина) 3:0 (Бангура 3, Милошевич 76-авт., Ребров 90+2-пен.)

  - Груповий етап Ліги чемпіонів УЄФА. Група «F»
    - 19.09.2007 «Рома» (Рим, Італія) — «Динамо» (Київ) 2:0 (Перротта 9, Тотті 70)
    - 02.10.2007 «Динамо» (Київ) — «Спортінг» (Лісабон, Португалія) 1:2 (Ващук 29 — Тонел 15, Андерсон Полга 38)
    - 23.10.2007 «Динамо» (Київ) — «Манчестер Юнайтед» (Стретфорд, Англія) 2:4 (Діогу Рінкон 34, Бангура 78 — Фердінанд 10, Руні 18, Кріштіану Роналду 41, 68-пен.)
    - 07.11.2007 «Манчестер Юнайтед» (Стретфорд, Англія) — «Динамо» (Київ) 4:0 (Піке 31, Тевес 37, Руні 76, Кріштіану Роналду 88)
    - 27.11.2007 «Динамо» (Київ) — «Рома» (Рим, Італія) 1:4 (Бангура 63 — Пануччі 4, Жюлі 32, Вучинич 36, 78)
    - 12.12.2007 «Спортінг» (Лісабон, Португалія) — «Динамо» (Київ) 3:0 (Андерсон Полга 35-пен., Жуан Моутінью 67, Лієдсон 88)

- «Шахтар» Донецьк (2-е місце в чемпіонаті України сезону 2006-07 рр.)
  - 2-й кваліфікаційний раунд Ліги чемпіонів УЄФА
    - 31.07.2007 «Пюнік» (Єреван, Вірменія) — «Шахтар» (Донецьк) 0:2 (Гладкий 45, Брандан 47)
    - 08.08.2007 «Шахтар» (Донецьк) — «Пюнік» (Єреван, Вірменія) 2:1 (Брандан 40, Гладкий 49 — Казарян 32)

  - 3-й кваліфікаційний раунд Ліги чемпіонів УЄФА
    - 15.08.2007 «Ред Булл Зальцбург» (Вальс-Зіценгайм, Австрія) — «Шахтар» (Донецьк) 1:0 (Циклер 10-пен.)
    - 29.08.2007 «Шахтар» (Донецьк) — «Ред Булл Зальцбург» (Вальс-Зіценгайм, Австрія) 3:1 (Лукареллі 9, Кастільйо 78-пен., Брандан 87 — Маєр 6)

  - Груповий етап Ліги чемпіонів УЄФА. Група «D»
    - 18.09.2007 «Шахтар» (Донецьк) — «Селтік» (Глазго, Шотландія) 2:0 (Брандан 6, Лукареллі 8)
    - 03.10.2007 «Бенфіка» (Лісабон, Португалія) — «Шахтар» (Донецьк) 0:1 (Жадсон 42)
    - 24.10.2007 «Мілан» (Мілан, Італія) — «Шахтар» (Донецьк) 4:1 (Джилардіно 6, 14, Седорф 62, 69 — Лукареллі 51)
    - 06.11.2007 «Шахтар» (Донецьк) — «Мілан» (Мілан, Італія) 0:3 (Індзагі 66, 90+3, Кака 72)
    - 28.11.2007 «Селтік» (Глазго, Шотландія) — «Шахтар» (Донецьк) 2:1 (Ярошик 45, Донаті 90+2 — Брандан 4)
    - 04.12.2007 «Шахтар» (Донецьк) — «Бенфіка» (Лісабон, Португалія) 1:2 (Лукареллі 30-пен. — Кардосо 6, 22)

- «Металіст» Харків (3-є місце в чемпіонаті України сезону 2006-07 рр.)
  - 1-й раунд Кубка УЄФА
    - 20.09.2007 «Евертон» (Ліверпуль, Англія) — «Металіст» (Харків) 1:1 (Лескотт 24 — Едмар 78). На 71-й і 90-й хвилинах Джонсон («Евертон») не реалізував пенальті.
    - 04.10.2007 «Металіст» (Харків) — «Евертон» (Ліверпуль, Англія) 2:3 (Едмар 21, Махдуфі 52 — Лескотт 48, Макфадден 72, Анічебе 88)

- «Дніпро» Дніпропетровськ (4-е місце в чемпіонаті України сезону 2006-07 рр.)
  - 2-й кваліфікаційний раунд Кубка УЄФА
    - 16.08.2007 «Дніпро» (Дніпропетровськ) — «Белхатув» (Белхатув, Польща) 1:1 (Назаренко 79 — Уєк 18)
    - 30.08.2007 «Белхатув» (Белхатув, Польща) — «Дніпро» (Дніпропетровськ) 2:4 (Столярчик 10-пен., Новак 21 — Шелаєв 7, 32, Самодін 33, Корніленко 40)

  - 1-й раунд Кубка УЄФА
    - 20.09.2007 «Абердин» (Абердин, Шотландія) — «Дніпро» (Дніпропетровськ) 0:0
    - 04.10.2007 «Дніпро» (Дніпропетровськ) — «Абердин» (Абердин, Шотландія) 1:1 (Воробей 76 — Макі 27)

- «Чорноморець» Одеса (6-е місце в чемпіонаті України сезону 2006-07 рр.)
  - 2-й раунд Кубка Інтертото УЄФА
    - 07.07.2007 «Чорноморець» (Одеса) — «Шахтар» (Солігорськ, Білорусь) 4:2 (Бугайов 13, 68, 89, Венглинський 18 — Ріос 14, Мартинович 80)
    - 15.07.2007 «Шахтар» (Солігорськ, Білорусь) — «Чорноморець» (Одеса) 0:2 (Полтавець 27-пен., Гришко 64)

  - 3-й раунд Кубка Інтертото УЄФА
    - 21.07.2007 «Чорноморець» (Одеса) — «Ланс» (Ланс, Франція) 0:0
    - 28.07.2007 «Ланс» (Ланс, Франція) — «Чорноморець» (Одеса) 3:1 (Кулібалі 19, Акале 40, 73 — Венглинський 10)

## Сезон 2008/2009
- «Шахтар» Донецьк (чемпіон України сезону 2007-08 рр.)
  - 3-й кваліфікаційний раунд Ліги чемпіонів УЄФА
    - 13.08.2008 «Шахтар» (Донецьк) — «Динамо» (Загреб, Хорватія) 2:0 (Срна 3, Жадсон 31)
    - 27.08.2008 «Динамо» (Загреб, Хорватія) — «Шахтар» (Донецьк) 1:3 (Балабан 57 — Луїс Адріану 42, Брандан 59, Вілліан 70)

  - Груповий етап Ліги чемпіонів УЄФА. Група «C»
    - 16.09.2008 «Базель» (Базель, Швейцарія) — «Шахтар» (Донецьк) 1:2 (Абраам 90+3 — Фернандінью 25, Жадсон 45+1)
    - 01.10.2008 «Шахтар» (Донецьк) — «Барселона» (Барселона, Іспанія) 1:2 (Ілсінью 45 — Мессі 87, 90+4)
    - 22.10.2008 «Шахтар» (Донецьк) — «Спортінг» (Лісабон, Португалія) 0:1 (Лієдсон 76)
    - 04.11.2008 «Спортінг» (Лісабон, Португалія) — «Шахтар» (Донецьк) 1:0 (Дерлей 73)
    - 26.11.2008 «Шахтар» (Донецьк) — «Базель» (Базель, Швейцарія) 5:0 (Жадсон 32, 65, 72, Вілліан 50, Селезньов 75)
    - 09.12.2008 «Барселона» (Барселона, Іспанія) — «Шахтар» (Донецьк) 2:3 (Сілвінью 59, Бускетс 83 — Гладкий 31, 58, Фернандінью 76)

  - 1/16 фіналу Кубка УЄФА
    - 19.02.2009 «Шахтар» (Донецьк) — «Тоттенгем Готспур» (Лондон, Англія) 2:0 (Селезньов 79, Жадсон 88)
    - 26.02.2009 «Тоттенгем Готспур» (Лондон, Англія) — «Шахтар» (Донецьк) 1:1 (Джовані дос Сантос 55 — Фернандінью 86)

  - 1/8 фіналу Кубка УЄФА
    - 12.03.2009 ЦСКА (Москва, Росія) — «Шахтар» (Донецьк) 1:0 (Вагнер Лав 50-пен.)
    - 19.03.2009 «Шахтар» (Донецьк) — ЦСКА (Москва, Росія) 2:0 (Фернандінью 54-пен., Луїс Адріану 70)

  - Чвертьфінал Кубка УЄФА
    - 09.04.2009 «Шахтар» (Донецьк) — «Олімпік» (Марсель, Франція) 2:0 (Гюбшман 39, Жадсон 65)
    - 16.04.2009 «Олімпік» (Марсель, Франція) — «Шахтар» (Донецьк) 1:2 (Бен Арфа 43 — Фернандінью 30, Луїс Адріану 90+3)

  - Півфінал Кубка УЄФА
    - 30.04.2009 «Динамо» (Київ) — «Шахтар» (Донецьк) 1:1 (Чигринський 22-авт. — Фернандінью 68)
    - 07.05.2009 «Шахтар» (Донецьк) — «Динамо» (Київ) 2:1 (Жадсон 17, Ілсінью 89 — Бангура 47)

  - Фінал Кубка УЄФА, Стамбул / Туреччина
    - 20.05.2009 «Шахтар» (Донецьк) — «Вердер» (Бремен, Німеччина) 2:1 д.ч. (Луїс Адріану 25, Жадсон 97 — Налду 35)

  - Суперкубок УЄФА (2009), Монако
    - 28.08.2009 «Барселона» (Барселона, Іспанія) — «Шахтар» (Донецьк) 1:0 д.ч. (Педро Родрігес 115)

- «Динамо» Київ (2-е місце в чемпіонаті України сезону 2007-08 рр.)
  - 2-й кваліфікаційний раунд Ліги чемпіонів УЄФА
    - 29.07.2008 «Дроеда Юнайтед» (Дроеда, Ірландія) — «Динамо» (Київ) 1:2 (Г'юз 47 — Михалик 23, Алієв 86)[12]
    - 06.08.2008 «Динамо» (Київ) — «Дроеда Юнайтед» (Дроеда, Ірландія) 2:2 (Алієв 13, Мілевський 72-пен. — Робінсон 42-пен., Гартленд 88)

  - 3-й кваліфікаційний раунд Ліги чемпіонів УЄФА
    - 13.08.2008 «Спартак» (Москва, Росія) — «Динамо» (Київ) 1:4 (Баженов 4 — Бангура 28, 46, Мілевський 45, 85)
    - 27.08.2008 «Динамо» (Київ) — «Спартак» (Москва, Росія) 4:1 (Алієв 4, Бангура 24, Мілевський 49, 78 — Дзюба 47)

  - Груповий етап Ліги чемпіонів УЄФА. Група «G»
    - 17.09.2008 «Динамо» (Київ) — «Арсенал» (Лондон, Англія) 1:1 (Бангура 64-пен. — Галлас 88)
    - 30.09.2008 «Фенербахче» (Стамбул, Туреччина) — «Динамо» (Київ) 0:0
    - 21.10.2008 «Порту» (Порту, Португалія) — «Динамо» (Київ) 0:1 (Алієв 27)
    - 05.11.2008 «Динамо» (Київ) — «Порту» (Порту, Португалія) 1:2 (Мілевський 21 — Роланду 69, Лучо Гонсалес 90+3)
    - 25.11.2008 «Арсенал» (Лондон, Англія) — «Динамо» (Київ) 1:0 (Беннтнер 87)
    - 10.12.2008 «Динамо» (Київ) — «Фенербахче» (Стамбул, Туреччина) 1:0 (Єрьоменко 20)

  - 1/16 фіналу Кубка УЄФА
    - 18.02.2009 «Динамо» (Київ) — «Валенсія» (Валенсія, Іспанія) 1:1 (Мілевський 63 — Сільва 8)
    - 26.02.2009 «Валенсія» (Валенсія, Іспанія) — «Динамо» (Київ) 2:2 (Марчена 45, дель Орно 54 — Кравець 34, 73)

  - 1/8 фіналу Кубка УЄФА
    - 12.03.2009 «Динамо» (Київ) — «Металіст» (Харків) 1:0 (Вукоєвич 54)
    - 19.03.2009 «Металіст» (Харків) — «Динамо» (Київ) 3:2 (Слюсар 29, 70, Жажа Куелью 56 — Саблич 68, Березовчук 79-авт.)

  - Чвертьфінал Кубка УЄФА
    - 09.04.2009 «Парі Сен-Жермен» (Париж, Франція) — «Динамо» (Київ) 0:0
    - 16.04.2009 «Динамо» (Київ) — «Парі Сен-Жермен» (Париж, Франція) 3:0 (Бангура 4, Ландро 16-авт., Вукоєвич 61)

  - Півфінал Кубка УЄФА
    - 30.04.2009 «Динамо» (Київ) — «Шахтар» (Донецьк) 1:1 (Чигринський 22-авт. — Фернандінью 68)
    - 07.05.2009 «Шахтар» (Донецьк) — «Динамо» (Київ) 2:1 (Жадсон 17, Ілсінью 89 — Бангура 47)

- «Металіст» Харків (3-є місце в чемпіонаті України сезону 2007-08 рр.)
  - 1-й раунд Кубка УЄФА
    - 18.09.2008 «Бешикташ» (Стамбул, Туреччина) — «Металіст» (Харків) 1:0 (Голошко 51)
    - 02.10.2008 «Металіст» (Харків) — «Бешикташ» (Стамбул, Туреччина) 4:1 (Жажа Куелью 16, 70, Девич 26, Ганцарчик 75 — Мерт Нобре 90)

  - Груповий етап Кубка УЄФА. Група «B»
    - 06.11.2008 «Металіст» (Харків) — «Герта» (Берлін, Німеччина) 0:0
    - 27.11.2008 «Галатасарай» (Стамбул, Туреччина) — «Металіст» (Харків) 0:1 (Едмар 81)
    - 03.12.2008 «Металіст» (Харків) — «Олімпіакос» (Пірей, Греція) 1:0 (Едмар 88)
    - 18.12.2008 «Бенфіка» (Лісабон, Португалія) — «Металіст» (Харків) 0:1 (Рикун 84)

  - 1/16 фіналу Кубка УЄФА
    - 18.02.2009 «Сампдорія» (Генуя, Італія) — «Металіст» (Харків) 0:1 (Олійник 45+3)
    - 26.02.2009 «Металіст» (Харків) — «Сампдорія» (Генуя, Італія) 2:0 (Валяєв 30, Жажа Куелью 40)

  - 1/8 фіналу Кубка УЄФА
    - 12.03.2009 «Динамо» (Київ) — «Металіст» (Харків) 1:0 (Вукоєвич 54)
    - 19.03.2009 «Металіст» (Харків) — «Динамо» (Київ) 3:2 (Слюсар 29, 70, Жажа Куелью 56 — Саблич 68, Березовчук 79-авт.)

- «Дніпро» Дніпропетровськ (4-е місце в чемпіонаті України сезону 2007-08 рр.)
  - 2-й кваліфікаційний раунд Кубка УЄФА
    - 14.08.2008 «Дніпро» (Дніпропетровськ) — «Беллінцона» (Беллінцона, Швейцарія) 3:2 (Калиниченко 11, Назаренко 48, Корніленко 79 — Калу 63, Серметер 75-пен.)
    - 28.08.2008 «Беллінцона» (Беллінцона, Швейцарія) — «Дніпро» (Дніпропетровськ) 2:1 (Гаші 1, Ла Рокка 76 — Самодін 8)[13]

- «Таврія» Сімферополь (5-е місце в чемпіонаті України сезону 2007-08 рр.)
  - 2-й раунд Кубка Інтертото УЄФА
    - 05.07.2008 «Тирасполь» (Тирасполь, Молдова) — «Таврія» (Сімферополь) 0:0
    - 13.07.2008 «Таврія» (Сімферополь) — «Тирасполь» (Тирасполь, Молдова) 3:1 (Любенович 10, Гоменюк 45+1, Гігіадзе 51 — Булат 90+2)

  - 3-й раунд Кубка Інтертото УЄФА
    - 19.07.2008 «Ренн» (Ренн, Франція) — «Таврія» (Сімферополь) 1:0 (Фанні 90+2)
    - 26.07.2008 «Таврія» (Сімферополь) — «Ренн» (Ренн, Франція) 1:0 (Гігіадзе 71). Серія пенальті — 9:10[14]

## Сезон 2009/2010
- «Динамо» Київ (чемпіон України сезону 2008-09 рр.)
  - Груповий етап Ліги чемпіонів УЄФА. Група «F»
    - 16.09.2009 «Динамо» (Київ) — «Рубін» (Казань, Росія) 3:1 (Юссуф 71, Жерсон Магран 79, Гусєв 85 — Домінгес 25)
    - 29.09.2009 «Барселона» (Барселона, Іспанія) — «Динамо» (Київ) 2:0 (Мессі 26, Педро Родрігес 76)
    - 20.10.2009 «Інтернаціонале» (Мілан, Італія) — «Динамо» (Київ) 2:2 (Станкович 35, Самуель 47 — Михалик 5, Лусіу 40-авт.)
    - 04.11.2009 «Динамо» (Київ) — «Інтернаціонале» (Мілан, Італія) 1:2 (Шевченко 21 — Міліто 86, Снейдер 89)
    - 24.11.2009 «Рубін» (Казань, Росія) — «Динамо» (Київ) 0:0
    - 09.12.2009 «Динамо» (Київ) — «Барселона» (Барселона, Іспанія) 1:2 (Мілевський 2 — Шаві Ернандес 33, Мессі 86)

- «Шахтар» Донецьк (2-е місце в чемпіонаті України сезону 2008-09 рр.)
  - 3-й кваліфікаційний раунд Ліги чемпіонів УЄФА. Нечемпіонський шлях
    - 29.07.2009 «Шахтар» (Донецьк) — «Тімішоара» (Тімішоара, Румунія) 2:2 (Гладкий 61, Фернандінью 86 — Букур 20, 80)
    - 05.08.2009 «Тімішоара» (Тімішоара, Румунія) — «Шахтар» (Донецьк) 0:0

  - Плей-оф раунд Ліги Європи УЄФА
    - 20.08.2009 «Сівасспор» (Сівас, Туреччина) — «Шахтар» (Донецьк) 0:3 (Гай 6, Ілсінью 76, Кобін 87)
    - 25.08.2009 «Шахтар» (Донецьк) — «Сівасспор» (Сівас, Туреччина) 2:0 (Жадсон 21-пен., Луїс Адріану 59-пен.)

  - Груповий етап Ліги Європи УЄФА. Група «J»
    - 17.09.2009 «Брюгге» (Брюгге, Бельгія) — «Шахтар» (Донецьк) 1:4 (Герартс 62 — Гай 12, Вілліан 19, Срна 35, Кравченко 75). На 55-й хвилині Оджиджа-Офое («Брюгге») не реалізував пенальті.
    - 01.10.2009 «Шахтар» (Донецьк) — «Партизан» (Белград, Сербія) 4:1 (Ломич 24-авт., Луїс Адріану 38, Жадсон 54, Ракицький 67 — Ляїч 86)
    - 22.10.2009 «Шахтар» (Донецьк) — «Тулуза» (Тулуза, Франція) 4:0 (Фернандінью 8-пен., Луїс Адріану 24, 56, Гюбшман 39)
    - 05.11.2009 «Тулуза» (Тулуза, Франція) — «Шахтар» (Донецьк) 0:2 (Луїс Адріану 50, Гай 63)
    - 03.12.2009 «Шахтар» (Донецьк) — «Брюгге» (Брюгге, Бельгія) 0:0
    - 16.12.2009 «Партизан» (Белград, Сербія) — «Шахтар» (Донецьк) 1:0 (Діарра 6)

  - 1/16 фіналу Ліги Європи УЄФА
    - 18.02.2010 «Фулгем» (Лондон, Англія) — «Шахтар» (Донецьк) 2:1 (Гера 3, Замора 63 — Луїс Адріану 32)
    - 25.02.2010 «Шахтар» (Донецьк) — «Фулгем» (Лондон, Англія) 1:1 (Жадсон 69 — Гангеланн 33)

- «Ворскла» Полтава (володар Кубка України сезону 2008-09 рр.)
  - Плей-оф раунд Ліги Європи УЄФА
    - 20.08.2009 «Бенфіка» (Лісабон, Португалія) — «Ворскла» (Полтава) 4:0 (Ді Марія 33, Кардосо 54-пен., Савіола 57, Велдон 77)
    - 27.08.2009 «Ворскла» (Полтава) — «Бенфіка» (Лісабон, Португалія) 2:1 (Сачко 48, Єсін 74 — Савіола 59)

- «Металіст» Харків (3-є місце в чемпіонаті України сезону 2008-09 рр.)
  - 3-й кваліфікаційний раунд Ліги Європи УЄФА
    - 30.07.2009 «Рієка» (Рієка, Хорватія) — «Металіст» (Харків) 1:2 (Шарбіні 59 — Єрьоменко 43, Лисенко 85)
    - 06.08.2009 «Металіст» (Харків) — «Рієка» (Рієка, Хорватія) 2:0 (Геє 12, Олійник 61)

  - Плей-оф раунд Ліги Європи УЄФА
    - 20.08.2009 «Штурм» (Грац, Австрія) — «Металіст» (Харків) 1:1 (Байхлер 31 — Олійник 76)
    - 27.08.2009 «Металіст» (Харків) — «Штурм» (Грац, Австрія) 0:1 (Байхлер 32)

- «Металург» Донецьк (4-е місце в чемпіонаті України сезону 2008-09 рр.)
  - 2-й кваліфікаційний раунд Ліги Європи УЄФА
    - 16.07.2009 «Металург» (Донецьк) — МТЗ-РІПО (Мінськ, Білорусь) 3:0 (Мгуні 34, Мхітарян 42, Годін 66)
    - 23.07.2009 МТЗ-РІПО (Мінськ, Білорусь) — «Металург» (Донецьк) 1:2 (Ніколас Сеолін 15 — Мгуні 35, Мхітарян 85)

  - 3-й кваліфікаційний раунд Ліги Європи УЄФА
    - 30.07.2009 «Металург» (Донецьк) — «Інтерблок» (Любляна, Словенія) 2:0 (Годін 20, Маріу Сержіу 50-пен.)
    - 06.08.2009 «Інтерблок» (Любляна, Словенія) — «Металург» (Донецьк) 0:3 (Мхітарян 67, Мгуні 73, Димитров 85-пен.)[15]

  - Плей-оф раунд Ліги Європи УЄФА
    - 20.08.2009 «Металург» (Донецьк) — «Аустрія» (Відень, Австрія) 2:2 (Кінгслі 17, Димитров 90+2 — Ачимович 8, Діабанг 48)
    - 27.08.2009 «Аустрія» (Відень, Австрія) — «Металург» (Донецьк) 3:2 д.ч. (Окотіє 36, Ачимович 70-пен., Сулімані 115 — Тенасе 20, Мхітарян 54)